# Cannomys badius
La rata del bambú menor (Cannomys badius) es una especie de roedor miomorfo de la familia Spalacidae.

## Distribución
Se encuentra en Bangladés, Bután, Camboya, China, India, Birmania, Nepal, y Tailandia.